# Mein ziemlich kleiner Freund
Mein ziemlich kleiner Freund ist eine französische Filmkomödie. Es handelt sich um ein Remake des argentinisch-brasilianischen Filmes Corazón de León.

## Handlung
Diane ist eine schöne Frau und brillante Anwältin. Sie hat sich vor einigen Jahren von ihrem damaligen Mann Bruno scheiden lassen, führt aber noch immer mit ihm zusammen dieselbe Kanzlei. Eines Abends erhält Diane zuhause einen Anruf von einem fremden, aber lustigen und charmanten Mann namens Alexandre. Offenbar hat sie ihr Handy in einem Café vergessen, denn Alexandre hat es gefunden und beabsichtigt, es zurückzugeben. Die beiden verstehen sich sehr gut und vereinbaren einen Termin. Diane geht mit großen Erwartungen zu dem Treffen, nur um zu erkennen, dass Alexandre nicht nur ein erfolgreicher Architekt ist, sondern auch ein Mann von kleiner Statur – er misst nur 1,36 Meter.
Alexandre spricht den Größenunterschied unverblümt an und äußert Verständnis dafür, falls Diane „geschockt“ sei und Zeit brauche, sich zu erholen. Diane ist auch sichtlich verwirrt, versucht aber, sich das nicht anmerken zu lassen. Alexandre lässt nicht locker und überredet sie zu einem „Adrenalin-geladenen, unvergessliche[n] Abenteuer in genau einer Stunde“. Dieses entpuppt sich als Tandem-Fallschirmsprung. Diane ist zuvor zutiefst verängstigt, danach jedoch begeistert. In der Folge treffen sich Diane und Alexandre häufiger und beginnen eine Beziehung. Diane stürzt in ein Gefühls-Chaos. Einerseits liebt sie Alexandre, andererseits ist es ihr unangenehm, mit Alexandre gesehen zu werden, insbesondere von Bekannten. Sie versucht aber standhaft, ihre Ängste zu verleugnen – vor Alexandre und vor sich selbst.
Im Laufe des Films kommt es immer wieder zu Konfliktsituationen – z. B. mit Dianes Ex-Mann oder ihrer Mutter, die genau so negativ reagieren, wie Diane es befürchtet hatte. Alexandre ist sich all dessen bewusst. Er hat Verständnis dafür, dass das alles für Diane nicht einfach ist, will aber Bestätigung von Diane und fragt sie im Verlauf der Zeit mehrmals, ob er weiter an ihre Beziehung glauben dürfe. Bei der letzten solchen Frage kommt schließlich heraus, dass sich Diane nicht weiter in der Lage sieht, die Beziehung auf Dauer fortzuführen. Alexandre bittet sie daraufhin zu gehen. Fortan leben die beiden wieder getrennt.
Die beiden gehen sich jedoch gegenseitig nicht aus dem Kopf. Insbesondere Alexandre ist das Herz gebrochen. Einerseits kann er Diane verstehen, andererseits fehlt sie ihm sehr. Nach einer gewissen Zeit wird Diane darin bestärkt, ihren Gefühlen zu folgen – von ihrer Assistentin Coralie und auch von ihrer Mutter Nicole, die inzwischen selbst ihre Meinung geändert hat. Schließlich fasst sie sich ein Herz und überrascht Alexandre an seinem aktuellen Arbeitsplatz auf einer Baustelle in Lüttich. Sie landet mit einem Fallschirm auf einem Teil der Baustelle – auch wenn die Landung nicht ganz so gelingt, wie sie es sich vorgestellt hat. Alexandre schickt seine Kollegen weg, damit er und Diane ungestört sind. Diane entschuldigt sich für ihr früheres Verhalten und erklärt Alexandre, dass sie nun bereit sei, auf Dauer mit ihm zusammen zu leben. Sie geht wie bei einem Heiratsantrag vor dem kleinen Mann auf die Knie, sodass die beiden sich praktisch auf gleicher Augenhöhe befinden, und sagt: „Ich liebe dich, kleiner Mann. Dir wird das Genick weh tun und mir der Rücken. Dann leiden wir eben gemeinsam – was macht uns das schon aus?“ Er zögert noch eine Weile, dann jedoch küssen sich beide. Die Kamera entfernt sich und der Abspann beginnt.

## Produktion
Jean Dujardin spielt einen 1,36 m großen Mann. Dafür spielte er einen Großteil der Szenen vor einem Greenscreen. In Szenen, in denen er von hinten gezeigt wurde, hatte er ein Double.
Der Film wurde am 25. April 2016 in Colcoa, Los Angeles, erstmals gezeigt. Am 4. Mai 2016 war Premiere in Belgien, Frankreich und der französischsprachigen Schweiz. In Deutschland war am 1. September 2016 Premiere.

## Kritik
„So subtil und humorvoll die filmischen Beobachtungen sind, so abgeschmackt ist leider das romantische Beiwerk, mit dem diese Liebe zum Happy End getrieben werden soll.“

„Gute Unterhaltung für laue Sommernächte“

„MEIN ZIEMLICH KLEINER FREUND ist charmantes und wunderbar unterhaltsames Wohlfühlkino aus Frankreich. Ein in sich komplett stimmiges Filmvergnügen.“

Der Film erhielt von der Deutschen Film- und Medienbewertung (FBW) das Prädikat besonders wertvoll.